# Aristolochia leytensis
Aristolochia leytensis Merr. – gatunek rośliny z rodziny kokornakowatych (Aristolochiaceae Juss.). Występuje endemicznie na Filipinach.

## Morfologia
PokrójPnącze o trwałych i zdrewniałych pędach.
LiścieMają owalny kształt. Mają 12,5–21,5 cm długości oraz 8–12,5 cm szerokości. Nasada liścia ma sercowaty kształt. Całobrzegie, ze spiczastym wierzchołkiem. Ogonek liściowy jest nagi i ma długość 4–7 cm.
KwiatyZebrane są w gronach o długości 3 cm. Mają brązowo-purpurową lub brązowo-czerwonawą barwę. Mają wyprostowany kształt. Łagiewka jest prawie kulista.
OwoceTorebki o prawie kulistym kształcie. Mają 1,5 cm średnicy.

## Biologia i ekologia
Rośnie w zaroślach i na brzegach rzek. Występuje na terenach nizinnych.